# Radu Dudescu
Radu Dudescu (n. 1894, București – d. 1983, București) a fost un arhitect român, șef al Serviciului de Arhitectură al Băncii Naționale a României între 1922 și 1947.